# علاقات أنتيغوا وباربودا وفلسطين
علاقات أنتيغوا وباربودا وفلسطين هي العلاقات الدولية بين أنتيغوا وباربودا ودولة فلسطين.

## التاريخ
اعترفت أنتيغوا وباربودا بدولة فلسطين في 22 سبتمبر 2011.
تأسست العلاقات الدبلوماسية بين البلدين في 14 يونيو 2024، بعد توقيع اتفاقية إقامة العلاقات الدبلوماسية بين البلدين في مقر بعثة دولة فلسطين لدى الأمم المتحدة.
وقع عن الجانب الفلسطيني رياض منصور مندوب فلسطين الدائم لدى الأمم المتحدة وعن جانب أنتيغوا وباربودا وزير الخارجية إيفرلي شيت غرين.
في 30 أكتوبر 2024، سلمت ليندا صبح أوراق اعتمادها سفيرةً غير مقيمة لدولة فلسطين لدى دولة أنتيغوا وباربودا. تُعد أول سفير فلسطيني.